# Mushroomhead
Mushroomhead (в пер. с англ. — «Грибоголовые») — американская метал-группа, образовавшаяся в конце 1992 года в Кливленде, штат Огайо. Mushroomhead, получившие известность своими яркими концертными представлениями (с использованием масок) и считающиеся (согласно Allmusic) одной из самых изобретательных и необычных групп в стиле альтернативный метал, используют в своём творчестве элементы хип-хопа, панк- и готик-рока, индастриала и техно. Пять альбомов группы из восьми попадали в чарт Billboard 200. По всему миру группа продала более 2 миллионов копий экземпляров.

## История группы

### Образование группы и первые шоу (1993—1994)
Группа поначалу не имела названия. Просто по вечерам собирались музыканты разных групп, которые репетировали в этом здании и джемили. Основатели группы — Джеффри Хатрикс, Стив Фелтон и Том Шмитц. Последние двое были давними друзьями ещё со школы. Название группы придумал, как ни странно, Дэйв «Gravy» Фелтон, который не был тогда в группе (он присоединился к ним только спустя 7 лет). Так как Дэйв был родным братом Стива «Skinny» Фелтона, то он часто заглядывал к ним в репетиционную, посидеть-поболтать. Дэйв тогда был гитаристом в группе S.O.S. и как-то раз он пожаловался, что в его группу взяли какого-то слишком наглого второго гитариста, с ужасной причёской. Дэйв придумал ему обидную кличку «Mushroomhead». Стив услышав это слово, рассмеялся, а потом решил, что так нужно назвать группу, потому что Mushroomhead ассоциируется со множеством понятий.
К 1993 году сформировался постоянный состав — Джеффри «J Nothing» Хатрикс — вокал, Стив «Skinny» Фелтон (первые годы он именовал себя «Skinner») — ударные, Том «Shmotz» Шмитц — клавишные, Ричи «Dinner» Мур — ритм-гитара, Джон «J.J. Righteous» Секула — гитара, Джо «Mr. Murdernickel» Килкойн — бас-гитара. Именно в таком составе музыканты приступили к написанию песен. Первой из них стала песня «43». Ради эксперимента для её записи решили пригласить второго вокалиста. Стив Фелтон привёл своего приятеля Джейсона «J Mann» Попсона, который и остался в группе как второй вокалист.
К 1993 году накопилось достаточное количество песен и парни решили организовать шоу. Однако у них появилась проблема — все музыканты уже были достаточно известными, причём все играли в группах с разными жанрами. Джеффри Хатрикс и Стив Фелтон играли техничный трэш-метал в группе Hatrix, Джо Килкойн был басистом в пауэр-трэш метал-группе Mystik, Джон Секула был гитаристом в трэш-метал-группе Terror, а Джейсон Попсон был вокалистом в фанк-метал-группе Unified Culture. А музыка Mushroomhead была слишком необычной, экспериментальной и парни опасались, что фанаты их прежних групп просто их не поймут. Поэтому они решили спрятаться за масками. Джеффри «J Nothing» Хэтрикс надел маску дьявола, с подвенечным платьем и футбольными плечами-накладками, Стив «Skinny» Фелтон надел противогаз, Джон «J.J. Righteous» Секула нарядился в бородатого деда (при том, что Джон самый полный в группе), Том Шмитц «Shmotz» нарядился клоуном, надев разноцветный полосатый колпак, как у Буратино (иногда он менял его на огромную шляпу), Джо «Mr. Murdernickel» Килкойн надел маску Носферату, Ричи «Dinner» Мур — маску насекомого, Джо «DJ Virus» Ленки — маску шута, а Джейсон «J Mann» Попсон — полумаску с уродливым носом. А чтобы шоу было ещё интереснее, Джефф и Стив позвали в группу в качестве танцора своего бывшего одноклассника Марко Вукчевича, который тогда жил в г. Питсбург. Marko согласился и взял себе в партнёрши свою подружку Джессику Хэйни (тоже из Питсбурга), которая стала стриптизёршей. Эти двое практически никак не наряжались — они бегали и кувыркались по сцене в одних трусах, (Джессика была без лифчика и наклеивала на соски чёрную клейкую ленту). У Марко «Bronson» была маска мазохистов из секс-шопа, а у Джессики «Roxy» — маскарадная маска, украшенная перьями и обязательный парик, обычно розового цвета. И для завершения на сцене был ещё жонглёр и клоун по кличке Chamberlain (о его личности практически ничего не известно).
Mushroomhead отыграли своё первое шоу в октябре 1993 года в клубе Flash’s в г. Лорейн. Они выступали самыми последними и шоу полностью провалилось. Группу попросту освистали и выгнали со сцены. Металлисты не поняли задумки и не захотели вникать в музыку. Но наши герои не стали отчаиваться, и уже через 2 дня они были на разогреве самих GWAR — легенды костюмированного метала из Виргинии. Это шоу принесло группе больший успех и первый серьёзный материальный доход. На Mushroomhead обратили внимание организаторы концертов, и последовали предложения выступить в том или ином клубе. Так и начался путь Mushroomhead к славе. Однако учитывая то, что Mushroomhead был задуман как сайд-проект, то они часто разогревали группы Unified Culture, Hatrix, (216), поэтому некоторые из музыкантов выходили на сцену по нескольку раз за вечер, сначала в масках, а потом уже как участники вышеперечисленных групп. В конце концов, увидев, что у Mushroomhead успех даже больше, чем у их более серьёзных групп, они решили заняться раскруткой именно Mushroomhead. Отчасти, решение вплотную заняться Mushroomhead было продиктовано желанием заниматься свободным творчеством, не ограниченным какими-то рамками. Джефф Хэтрикс так сказал об этом:
Когда мы были в своих прежних группах, мы делали всё, что нам говорили. Но с Mushroomhead мы не имеем никаких границ. Мы решили просто хорошо проводить время и делать то, что запомнится остальным. Нет здесь формулы успеха. Что касается жанра, то у всех нас разные представления. Но это работает даже лучше, чем мы могли ожидать.

### Mushroomhead (1994—1996)
В 1994 году была издана песня «43» на компиляции «Dark Empire Strikes Back» на лейбле Dark Empire принадлежавшем Двиду (Dwid) из культовой группы Integrity. Затем, в 1995 году, последовал релиз дебютного демо группы, включавшем 6 песен на аудиокассете. А уже в июне того же года вышел полноценный одноимённый альбом. Его группа издала на свои деньги тиражом в 1000 экземпляров, а оформил диск гитарист Richie Moore «Dinner», который владел дизайн-студей RMG Graphic. Сейчас этот диск известен как «чёрный» — у него нет буклета как такового, а диск чёрного цвета. Вскоре, в начале 1996 года, альбом был переиздан, в нём уже был буклет с фотографией группы Mushroomhead, причём на ней, вместо Joe «Mr. Murdernickel» Kilcoyne, который успел покинуть группу (Joe попросту не верил в будущее Mushroomhead), был его родной брат Jack «Pig Benis» в маске свиньи. Хотя Jack «Pig Benis» не участвовал в записи этого альбома и написании песен.

### Superbuick, первый успех и Remix (1996—1998)
13 сентября 1996 последовал новый релиз — альбом «Superbuick». День был выбран не случайно — это была пятница 13-е. Но такая дата никак не повлияла на успех альбома — он разошёлся очень хорошо и Mushroomhead только укрепили свои позиции на Кливлендской сцене.
Шоу группы стали более шокирующими. Стриптизёры Marko «Bronson» и Jessica «Roxy» частенько входили в такой раж, что уже не просто имитировали на сцене секс, а занимались им по-настоящему. Это стоило группе нескольких шоу — организаторы, увидев настоящий секс на сцене своего клуба попросту приостанавливали концерт и выгоняли стриптизёров из клуба. Skinny так прокомментировал ажиотаж вокруг шоу Mushroomhead:
Наши шоу не такие уж дикие и зловещие, как пытается показать пресса. Да, они хаотичны, определённо отличаются от нормы. Но я бы не стал сравнивать нас с Мэрилином Мэнсоном. Лично я не соотношу нас с ним, потому что я его не слушаю.
Кроме того, власти Кливленда несколько раз пытались запретить Mushroomhead за аморальное поведение на сцене, а футболки группы были реально запрещены во многих школах города. Школьников, которые приходили на занятия в футболках Mushroomhead, возвращали домой переодеваться.

Тем не менее, успех Mushroomhead был невиданным. К 1996 году каждое шоу группы окупалось на 100 % даже при том, что цена на билеты никогда не занижалась. Более того, в последующие годы даже такие крупные выступления как традиционные Halloween и Thanksgiving, проводившиеся в Agora Theater с количеством сидячих мест 1800, полностью распродавались.

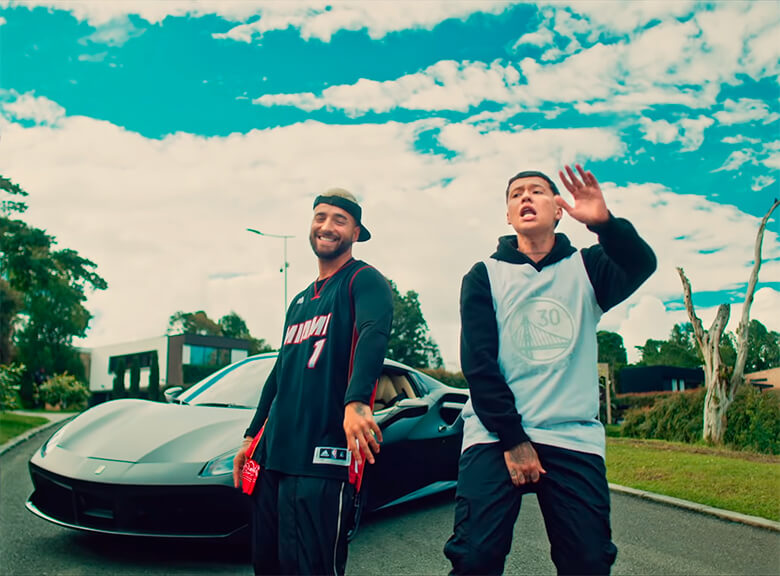
Альбомы «Remix» (слева) и «Remix 2000»

29 декабря 1996 года, на пике популярности группы, вышел новый релиз — «Remix» на 12-дюймовой виниловой пластинке, включавший ремиксы на 6 песен. А в сентябре следующего 1997 года «Remix» вышел на CD, и включал уже 8 треков плюс 3 видео, которые можно было посмотреть на компьютере. Также произошли изменения в составе — ушли DJ Virus и Chamberlain, которые вместе со стриптизёрами развлекали толпу, прыгая по сцене и дурачась. Теперь этим стали заниматься только Марко и Джессика. В тот же год у Mushroomhead началась эра камуфляжа, которая длилась много лет с небольшими перерывами.

### M3, перелом (1998—2000)
1998 год выдался для группы тяжёлым. Во многом из-за упущенного контракта с Roadrunner rec. Следующий альбом вышел только лишь 28 октября 1999 года — это был «M3». Джефри в тот год сорвал голос и не мог записать оставшиеся 2 песни — «Final Act» и «The New Cult King», поэтому Mushroomhead пригласили для записи певца из группы Dofka по имени Скот Эдгелл, голос которого был немного похож на J Nothing. А Джефри подпел только несколько строк. В одном из интервью Jeffrey потом признался, что работа над «M3» была для него самой тяжёлой. Новый альбом был презентован на Хэллоуин шоу 1999 в Agora, и уже перед началом концерта все напечатанные к продаже 1000 копий диска были тут же раскуплены, что приятно удивило даже саму группу. Тираж пришлось увеличивать.
В этот период группа сменила свой имидж — вместо маскарадных костюмов все были одеты в чёрную униформу и однотипные X-Face маски. Тогда же разошлись пути и со стриптизёршей Jessica. Она заявила, что в 30 лет ей хочется чего-то большего, чем просто «трясти на сцене попой». Она ушла окончательно в 2000 году, открыв свой тату-салон под названием «My Museum». Marko «Bronson» оставшись в одиночестве стал семплистом (эта должность пустовала несколько лет после ухода DJ Virus).

### XX и первый контракт (2000—2001)
В 2000 году из группы выгнали гитариста Ричи «Dinner» Мур. Он заведовал продажей товаров на шоу и выяснилось, что он пользовался своим положением подворовывая доход, за что и был выгнан в июле 2000. Хотя фанаты отзывались о нём только положительно, некоторые говорили, что Dinner мог запросто подарить любому новую футболку Mushroomhead. Как бы то ни было, место Dinner занял родной брат Стива «Skinny» Фелтона — Дэйв Фелтон по прозвищу «Gravy», тот самый, который придумал название Mushroomhead в 1993 году. Сначала он был временным гитаристом и получал гонорар за каждое отдельное шоу, а когда группа подписала контракт с Eclipse records, Dave стал постоянным участником Mushroomhead. Контракт с Eclipse был подписан в августе 2000 года. Mushroomhead решили перезаписать некоторые песни с ранних альбомов и выпустить их на одном диске. Уже 17 октября лейбл выпустил семплеры «Filthy Hands Sampler» с тремя «новыми старыми» песнями тиражом 10000 экз. Семплеры разошлись настолько хорошо, что их даже пришлось допечатывать (но с новой обложкой). А 8 мая 2001 года вышел в свет альбом «XX», включавший в себя заново смикшированные песни со старых альбомов и одну новую композицию «Epiphany». Альбом дебютировал на 50 месте в Billboard Top Independent Albums. Вопреки распространённому мнению «XX» это не «Best Of». На альбоме были собраны песни, которые группа исполняла на шоу, причём в таком же порядке.
Летом 2001 года произошла ещё одна замена. Гитарист J.J. Righteous совсем потерял форму из-за наркотиков и участники Mushroomhead поставили его перед выбором — бросай наркотики или уходи из группы. J.J. ушёл. Его место занял Марко «Bronson», который неплохо играл на гитаре. А семплистом стал Рик «Stitch» Томас, который до этого печатал для Mushroomhead футболки.

### Universal, первый видеоклип и мировое турне (2001—2003)
К августу 2001 года Mushroomhead оказались перед трудным выбором. Лейбл Eclipse Rec. в силу ограниченности своих возможностей не мог обеспечить группе достойного распространения её музыки. Mushroomhead не могли устроить турне, снять клип и просто развиваться дальше. Позже в интервью журналу «Rock Sound» Skinny признался, что в этот период группа была на грани распада: участники твёрдо решили, что к концу декабря 2001 года Mushroomhead или должен выйти на новый более высокий уровень или полностью прекратить своё существование. Группу спас звукозаписывающий гигант Universal Records, сделавший Mushroomhead предложение, от которого они не могли отказаться. Мэйджоры пообещали группе полмиллиона долларов на начальную раскрутку, съёмку клипа и контракт на 3 альбома. Это было то, что Mushroomhead честно заработали своим трудом за все эти годы, и Стив Фэлтон принял предложение, подписав контракт в сентябре 2001. Тут же на группу посыпались упрёки в продажности, на что участники всегда отвечали, что без поддержки Universal группа была бы обречена на распад. Альбом «XX» был переиздан на новом лейбле 4 декабря 2001 года. Все песни опять перемикшировали, а некоторые даже записали заново, включая «Fear Held Dear» и «Too Much Nothing», добавив ещё кавер на песню Pink Floyd. Обложку оставили прежней и на ней был изображён J.J. Righteous, который уже не был в составе, а Stitch на фото наоборот не было. Альбом дебютировал на 178 месте в Billboard Top 200 Albums Chart. Старому лейблу группы — Eclipse такое положение дел не понравилось, и они подали на группу в суд за несоблюдение условий контракта.
13-14 октября 2001 года в Санта-Монике (Калифорния) прошли съёмки дебютного клипа группы на песню «Solitaire/Unraveling». Режиссёром стал Dean Karr, известный по работе с Marilyn Manson, Mudvayne, Iron Maiden, Slayer и др. До этого Jeff носил маску, но Dean придумал снять её для того, чтобы зритель видел мимику певца — то что он это поёт (если бы он был в маске, многие бы не поняли что в группе 2 вокалиста). А так как волосы у Jeff тогда ещё были и бриться налысо он не очень-то и хотел, то ему раскрасили только лицо и подстригли «под ёжика». Как говорил сам Джефф, из него сделали «человека-спичку».
2002 год был для группы годом туров. Mushroomhead попали на Ozzfest 2002, впервые выехав за океан — в Европу. Они отыграли шоу в Великобритании, Ирландии, Нидерландах, Германии, Австрии, Италии, Франции, приобретя новых поклонников.

### XIII и уход J Mann (2003—2004)
В начале февраля 2003 года Mushroomhead засели за написание нового альбома. Работа над ним кипела вплоть до 11 марта. 32 дня без выходных, по 15 часов в сутки Mushroomhead работали над новым материалом. Продюсером как всегда выступил Steve, однако на 2 песнях («Sun Doesn’t Rise» и «Nowhere To Go») ему помогал Джонни К (Disturbed) из Чикаго. Когда всё было готово, Mushroomhead поехали в Лос-Анджелес, чтобы смикшировать написанные треки с Matt Wallace (Faith No More, Deftones).
14 октября новое творение группы под названием «XIII» вышло в свет, сразу же заняв 40 место в Billboard Top 200 Albums Chart, 12 место в Billboard Alternative Albums Chart и 7 место в Billboard Hard Rock Albums Chart. Кроме того, на песне «Dream Is Over» поёт Йенс Кидман из знаменитой группы Meshuggah. Йенс с товарищами подружился с Mushroomhead во время тура Ozzfest 2002, и поэтому охотно согласился поучаствовать в записи альбома.
В том же году был снят второй видеоклип группы на песню «Sun Doesn’t Rise». Режиссёром стал художник из Канады Vince Marcone, для которого эта работа над клипом стала дебютом в кинематографе.
После релиза «XIII» последовал тур, который продолжался почти 2 года. И закончился уже с новым вокалистом. Летом 2004 года Mushroomhead расторгли контракт с Universal. Дело в том, что на лейбле произошли сокращения штата сотрудников и менеджера группы уволили. Новый менеджер не жаждал работать с Mushroomhead и им пришлось уйти. А после этого события, буквально через несколько недель, Джейсон заявил о своём уходе из группы. У него тяжело заболел отец, Джон Энтони Попсон, а у группы намечался долгий тур. Джейсон решил, что отец для него важнее и предложил, чтобы его заменил певец из группы 3 Quarters Dead по имени Вэйлон. Последний жил в маленьком городке Уилкесборо в штате Северная Каролина, и когда ему позвонил Стив «Skinny» Фелтон с предложением войти в состав Mushroomhead в качестве вокалиста, по его словам, он чуть не упал. По странному совпадению звонок был 19 сентября — в день рождения Вэйлона. 11 октября 2004 состоялось первое шоу с Вэйлоном и фанаты стали привыкать к нему. Хотя часть фанатов всё же отвернулась от Mushroomhead, не желая видеть на месте Джейсона никого другого.

### Savior Sorrow, Beautiful Stories for Ugly Children, возвращение J Mann и The Righteous & The Butterfly (2004—2015)
В конце 2004 года группа подписала контракт с лейблом Megaforce Records. 9 августа 2005 года вышел долгожданный DVD группы под названием «Volume 1». Помимо собрания всех клипов группы, он включает домашнее видео Mushroomhead — как они громят гостиничные номера, подшучивают над своими коллегами по сцене и друг над другом.
Весной 2006 года из группы ушёл гитарист Marko «Bronson». На его место никого не стали брать, так как Gravy достаточно профессионален, чтобы играть всё в одиночку.
В том же 2006 году в группе появился новый участник — Lil Dan (техник Skinny), который вместе со Stitch играет на перкуссии — так называемых «водных барабанах» («water drums»).
19 сентября 2006 года вышел в свет альбом «Savior Sorrow» с новым вокалистом Waylon. Тур в поддержку Savior Sorrow закончился в конце 2008 года.
Также, стоит отметить, что J Mann и Roxy не совсем ушли из группы. Они выступают на ежегодных Old School шоу Mushroomhead (когда группа надевает старые костюмы и исполняет старые песни). А в 2008 году на Old School шоу появился и первый басист группы — Mr. Murdernickel.
В 2007 году Джейсон стал изредка выходить на сцену во время шоу Mushroomhead для исполнения песен вместе с Waylon и J Nothing. В осеннем туре 2008 года такие выходы стали более частыми. Объяснение этому дал сам Джейсон Попсон. 3 декабря 2008 года в очередном номере журнала «Scene» было опубликовано сенсационное интервью с J Mann, в котором он сообщил, что хочет вернуться в Mushroomhead. Skinny подтвердил, что Джейсон будет участвовать в записи очередного альбома группы, выход которого запланирован на зиму 2010 года.
28 октября 2008 года вышел второй DVD группы под названием «Volume 2», в который включены клипы, лайвы, а также закулисные съёмки.
28 сентября 2010 года вышел новый альбом «Beautiful stories for ugly children».
В начале 2012 года из группы уходят оба гитариста, Pig Benis и Gravy, что на корню уничтожает грядущий новый альбом, а также запланированный на весну тур. Группа уже не в первый раз оказывается на грани развала, а с учётом того, что последний альбом «Beautiful stories for ugly children» получил достаточно низкие оценки, шанс распада был вполне реален. Однако, в начале февраля группа заявила, что тур состоится. Первое шоу было намечено на 19 февраля, где и были представлены новые музыканты, гитарист и басист, изначально ходившие под псевдонимами Thing 1 (гитара) и Thing 2 (бас). В дальнейшем у них также появились свои имена и маски. Гитарист назвал себя Church, и надел довольно нестандартную для Mushroomhead маску крестоносца, а басист назвался «Dr. F» и облачился в маску летучей мыши. Чуть позже выяснились настоящие имена новичков, их звали Thomas Church и Ryan Farrel.
Весной Pig Benis написал на своей странице, что его уход не повлиял на отношения с участниками группы, что он просто немного устал играть эту музыку, что эти 17 лет были лучшими в его жизни.
13 апреля, в интервью для радио The Basement, Gravy рассказал, что он вкладывал в Mushroomhead все свои силы, что он в любом случае собирался покинуть эту группу, о том, что он писал не только гитарные, но и клавишные партии. Затем Дейв сказал о том, что даже не хотел изначально играть в Mushroomhead, потому что видел в этом попытку построить второй Mr. Bungle, поэтому он и пришёл в группу лишь в 2000 году. Кроме того, он упомянул, что большинство сайд-проектов (например 216) набирали популярность гораздо быстрее Mushroomhead, и что Mushroomhead просто бесперспективный проект. Пару дней спустя на его странице в facebook появился пост, где он утверждал, что он ушёл из Mushroomhead не по своей воле, а то что его выгнали, 22 мая в ещё одном интервью Дэйв сказал, что ему сказали о его исключении из группы даже не лично, а по электронной почте, и что это уже был 3-й раз, когда ему говорили уйти из группы, одной из причин Дэйв отметил то, что он не был в «тусовке», не бухал и не курил круглосуточно, а был озабочен успехом и развитием группы.
В мае 2012 года из группы уходит перкуссионист Lil Dan, для того чтобы начать работу с Marilyn Manson. Сам Ден объяснил свой уход так: «Давайте проясним всё раз и навсегда, я больше не выступаю ни с Ventana ни с Mushroomhead, эта часть моей жизни закончена, и мне нужно двигаться дальше, спасибо всем фанам, кто поддерживал меня все те годы, пока я был в этих группах… На протяжении всего того времени, мне бесчисленное количество раз говорили, что у меня нет таланта и всё что я умею лишь крутить барабанные палочки, и разбрызгивать воду на зрителей. Я не жалею о тех временах… Просто хотелось бы, чтобы всё сложилось чуть-чуть по другому, но это жизнь, уже ничего не исправишь и нужно всегда стремиться к чему-то лучшему».
На время летнего, совместного с группой (Hǝd) P.E., третьего Hed 2 Head тура, Lil Dan’а заменял барабанщик (Hǝd) P.E., Major Trauma. Затем, после того как группы разошлись, Mushroomhead взяли себе в качестве сессионного участника нового клавишного техника Eliot’а Mapes’а, взявшего себе псевдоним Mapes, и надевшего маску похожую на помесь маски Skinny и Lil Dan’а, Liot исполнял обязанности перкуссиониста, фаны начали называть его Tall E (по образцу Lil D) Eliot тоже носил дреды, но был высоким и худым, в отличие от миниатюрного и полного Дена.
На ежегодном Halloween Show 2012 на сцене появился ещё один сессионный участник, чья маска напоминала чёртика, именно из-за торчащих в разные стороны двух рогов он был драм техником и также играл на перкуссии, в дальнейшем выяснилось, что его имя Robbie Lewis Godsey IV. Долгое время у него не было своего псевдонима, поэтому фаны прозвали его Robbie.
Liot бесследно исчез из Mushroomhead весной 2013 года, спустя 2 тура. Robbie же оставался сессионным участником до 12 сентября 2013 года, пока группа не включила его в постоянный состав под псевдонимом Roberto Diablo (R.D.).
4 декабря стартовал уже 2-й тур, посвящённый двадцатилетию коллектива. Таким образом Mushroomhead в обновлённом составе, менее чем за полгода, объездили почти всю Северную Америку.
В 2013 году бывший вокалист группы, Джейсон «J-Mann» Попсон, на выступлении на фестивале Rockapalooza 2013 вышел на сцену и объявил о том, что примет участие в записи нового альбома. Для многих фанатов было загадкой возвращается ли он в основной состав группы, или же он лишь примет участие в новых песнях. Все прояснилось 24 августа, когда Джейсон написал на своей странице следующее «Олд Скул, Нью Скул — теперь все едино! Mushroomhead скоро пробудится, ребята, я вернулся!».
Некоторые фанаты были встревожены этим известием, так как было не ясно, что произойдет с Уэйлоном Ривисом, который все последние 9 лет был заменой вновь вернувшемуся вокалисту. У Вейлона уже сформировалось немалое количество фанатов, которые ждали именно его голоса на новом альбоме. Тогда Уэйлон написал: «Хочу разъяснить ситуацию раз и навсегда… в Mushroomhead теперь 3 вокалиста, Jeffrey Nothing, J-Mann и я. Я НЕ СОБИРАЮСЬ покидать группу. Не волнуйтесь, всё будет круто!»
19 сентября 2013 стартовал тур в честь двадцатилетия коллектива.
В феврале 2014 группа выступила на фестивале Soundwave, в Австралии, впервые за последние 10 лет дав шоу вне США.
Изначальная дата релиза нового альбома была запланирована на октябрь 2013 года, но не так давно была перенесена на январь, потом февраль-март 2014 года, а затем было объявлено и название, и точная дата выхода альбома: альбом «The Righteous & The Butterfly» выйдет в свет 13 мая 2014 года и будет посвящён бывшему гитаристу группы J.J. Righteous и бывшей жене барабанщика Стива Фелтона, Ванессе Соловьёвой, бывшему фотографу группы. Также издано Best Buy издание с дополнительными тремя песнями, две из которых ремиксы, а одна альтернативная версия песни «We Are The Truth». На альбоме также приняли участие Джеки ЛаПонза, вокалистка группы Unsaid Fate, и Джас Мик, участник хип-хоп дуэта 10,000 Cadillacs. Ещё до релиза альбом получил весьма положительные отзывы от различных изданий.

Начало тура в поддержку нового альбома должно было состоятся 9 мая 2014 года, однако неожиданно группа становится участниками Hardrock фестиваля, прошедшего в Москве 2 мая, второй раз выступив за океаном в 2014 году. Это был первый приезд в Россию за всю историю группы.

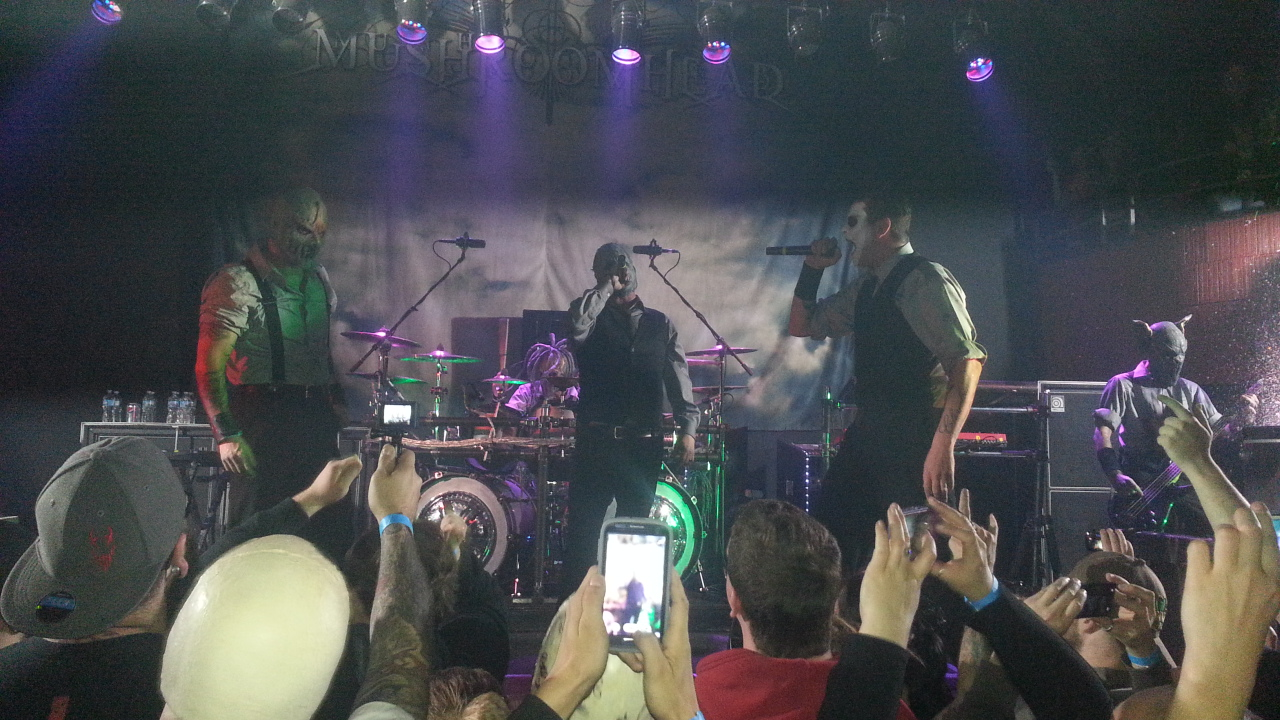
Вокалисты группы

### Череда уходов, новый видеоматериал (2015—2020)
5 октября 2015 года Уэйлон Ривис объявил о своём уходе из группы. Примерно в это же время покидает группу Том Шмитц.
7 марта 2018 Джеффри Хетрикс, бессменный вокалист группы, объявил о своём уходе из Mushroomhead. Через два дня, 9 марта, гитарист группы, Томми Черч, сделал то же самое. В этот же день группа заявила о том, что на замену Хетрикса появился новый вокалист — Стив Раукхорст. 17 марта у группы появился новый гитарист, на замену Чёрча — Томми «Tankx» Шафнер.
8 июля 2018 года вышел клип на песню «We Are the Truth». Примечательно, что в первые часы был выложен клип на абсолютно другую песню. Неожиданностью стало то, что в клипе приняли участие Джеффри Хетрикс и Томми Черч. 16 августа вышел клип на песню «Devils Be Damned», где приняли участие не только Хетрикс и Черч, но и Уэйлон Ривис, Том Шмитц . 4 октября вышел клип на песню «Graveyard Du Jour», в котором также появляются все четыре бывших участника группы.

### A Wonderful Life (2020—настоящее время)
После продолжительного затишья, в январе 2020 года группа сообщила о том, что готовит новый альбом, который должен выйти летом 2020 года. 21 апреля 2020 года вышел первый сингл «Seen It All» вместе с клипом. В тот же день, 21 апреля, стало известно название нового альбома, а также группа пополнилась новым участником — Джеки ЛаПонзой, ранее девушка принимала участие в записи предыдущего альбома группы «The Righteous & The Butterfly». Второй сингл «The Heresy» был выпущен 26 мая 2020 года. Альбом был выпущен 19 июня.
15 декабря 2021 года вышел клип на песню «A Requiem For Tomorrow». Так же стало известно, что новый альбом «Call The Devil» выйдет 9 августа 2024 года на лейбле Napalm Records
Спустя год после выхода альбома состав группы несколько изменился: группу покинули вокалистка Джеки ЛаПонза и гитарист Томми Шафнер. На смену последнего пришёл Джо «Jenkins» Гаал. J Mann и Stitch временно пропускают тур в 2022 году.
13 июня 2024 года вышел сингл «Fall In Line». По мимо прочего, в клипе на него вновь появилась вокалистка Джеки ЛаПонза.

## Конфликт со Slipknot
Начиная с 1999 года Mushroomhead соперничали с метал-группой из Айовы, Slipknot. Вражда разгорелась (в основном среди фанатов) из-за сходства костюмов и масок, которые участники коллективов использовали на выступлениях. Перед подписанием Slipknot, Roadrunner Records, также был заинтересованы в контракте с Mushroomhead, но группа отказалась от сделки. В 2009 году Вэйлон, ST1TCH и Skinny объявили, что конфликт закончился. После смерти басиста Slipknot, Пола Грэя в 2010 году, Mushroomhead опубликовали запись на своей странице: «R.I.P. Пол Грэй. Эта вражда должна закончиться. Желаем больше любви и уважения ребятам из Slipknot».
В 2012 году, фронтмен Slipknot, Кори Тэйлор сказал, что он никогда не имел конфликта с группой, вся проблема заключалась в фанатах, особенно из-за ситуации во время выступления в родном городе Mushroomhead, Кливленде. Он также добавил что настоящей вражды между группами не было, существовала вражда между поклонниками. Тэйлор заявил: «Идея совместного тура с Mushroomhead, Gwar и Mudvayne просто прекрасна!» В том же году Mushroomhead выступили на одном из концертов с диджеем Slipknot, Сидом Уилсоном.

## Музыкальный стиль и влияния
В музыкальном плане Mushroomhead сочетают хэви-метал, хип-хоп, экспериментальную музыку, индастриал и техно. Группу относят к индастриал-металу, альтернативному металу, ню-металу, экспериментальному металу и электро-индастриалу.
Среди групп, повлиявших на их творчество, Mushroomhead называют Mr. Bungle, Faith No More, Pink Floyd, Pantera, Nine Inch Nails, и KMFDM. В интервью 2014 года Гругеу Прэто Джейсон Попсон, размышляя о звучании группы, отметил: «Когда вы говорите о группе, состоящей из девяти человек, вы говорите о тонне различных влияний. Когда мы основали группу, мы действительно много заимствовали у того же Майка Паттона, у самих Faith No More или у Mr. Bungle. Но в то же время нам нравилась и Meshuggah, и Pantera. Была и электроника. Было все, начиная с хард-рока и панк-рока, а заканчивая электронной музыкой. Влияния действительно обширные.»

## Состав

### Текущий состав
- Скотт Бек — вокал (харш, рэп) (2022 — по настоящее время)
- Стив «Mr. Rauckhorst» Раукхорст — вокал (тенор) (2018 — по настоящее время)
- Джо "Jenkins" Гаал — гитара (2021 — по настоящее время)
- Райан «Dr.F» Фаррелл — бас-гитара, клавишные (2012 — по настоящее время)
- Роберт «Diablo» Гадси — ударные/перкуссия (2012 — по настоящее время)
- Стив «Skinny» Фелтон — ударные/перкуссия (1992 — по настоящее время)
- Aydin Kerr — ударные (2019 — по настоящее время)
- Дэйв «Gravy» Фелтон — гитара (1999—2012, 2022 — настоящее время)
- ЛаПонза|Джеки «Ms. Jackie» ЛаПонза] — вокал (женский вокал) (2020—2021, 2023 — по настоящее время.)

### Бывшие участники
| - Уэйлон Ривис — вокал (баритон, скриминг/харш) (2004—2015) - Рик «Stitch» Томас — диджей, семплы, перкуссия (2001—2022) - Джейсон «J Mann» Попсон — вокал (харш, рэп) (1992—2004, 2013—2022) - Джеффри «Jeffrey Nothing» Хэтрикс — вокал (тенор) (1992—2018) - Ричи «Dinner» Мур — ритм-гитара (1992—1999) - Джон «J.J. Righteous» Секула † — гитара (1992—2001) (умер в 2010) - Томми Чёрч — гитара (2012—2018) - Томми «Tankx» Шафнер — гитара (2018—2021) | - Джо «Mr. Murdernickel» Килкойн — бас-гитара (1992—1995) - Джек «Pig Benis» Килкойн — бас-гитара (1995—2012) - Дэниэл «Lil Dan» Фокс — перкуссия (2007—2012) - Том «Shmotz» Шмитц — клавишные (1992—2015) - Джо «DJ Virus» Ленки — диджей (1992—1995) - Марко «Bronson» Вукчевич — танцор (1992—1995), семплы (1995—2001), гитара (2001—2006) - Джессика «Roxy» Хэйни — танцор (1992—2000) |

## Дискография
- Mushroomhead 4 Song Demo (1994) (демо-альбом)
- Mushroomhead (1995)
- Superbuick (1996)
- Remix (1997) (альбом ремиксов)
- M3 (1999)
- XX (2001) (сборник)
- Remix 2000 (2002)(альбом ремиксов)
- XIII (2003)
- Savior Sorrow (2006)
- Beautiful Stories for Ugly Children (2010)
- The Righteous & the Butterfly (2014)
- A Wonderful Life (2020)
- Call The Devil (2024)